# Persone di cognome Zhou
| Questa pagina contiene informazioni ricavate automaticamente dalle voci biografiche con l'ausilio del template Bio e di un bot. L'aggiornamento è periodico e automatico e ricostruisce completamente la pagina. Se manca una persona in questa lista, sei pregato di non aggiungerla, ma accertati piuttosto che la sua voce biografica contenga il template Bio e che i dati anagrafici siano correttamente compilati. Se il template Bio manca, inseriscilo tu stesso o, in alternativa, metti l'avviso {{tmp\|Bio}} che ne segnala la mancanza. Se i dati riportati sono sbagliati, correggi direttamente la voce biografica; le modifiche saranno visibili in questa lista entro pochi giorni. Per chiarimenti vedi il progetto antroponimi. La lista contiene solo le 58 persone che sono citate nell'enciclopedia e per le quali è stato implementato correttamente il template Bio. Pagina aggiornata al 23 giu 2025. |

Questa è una lista di persone presenti nell'enciclopedia che hanno il cognome Zhou, suddivise per attività principale.

## Astronomi(1)
- Zhou Xing-ming, astronomo cinese (Bole, n. 1965 - Liancheng, † 2004)

## Atlete paralimpiche(3)
- Zhou Hongzhuan, atleta paralimpica cinese (Cangzhou, n. 1988)
- Zhou Xia, atleta paralimpica cinese (Huaihua, n. 1999)
- Zhou Zhaoqian, atleta paralimpica cinese (n. 1997)

## Attori(1)
- Vic Zhou, attore, cantante e modello taiwanese (Taiwan, n. 1981)

## Attrici(2)
- Zhou Dongyu, attrice cinese (Shijiazhuang, n. 1992)
- Zhou Xun, attrice e cantante cinese (Quzhou, n. 1974)

## Calciatori(4)
- Zhou Haibin, ex calciatore cinese (Dalian, n. 1985)
- Zhou Ning, ex calciatore cinese (Pechino, n. 1974)
- Zhou Ting, calciatore cinese (Dalian, n. 1979)
- Zhou Yun, ex calciatore cinese (Jiangsu, n. 1990)

## Cantanti(2)
- Zhou Mi, cantante e attore cinese (Wuhan, n. 1986)
- Zhou Xuan, cantante e attrice cinese (Changzhou, n. 1920 - Shanghai, † 1957)

## Cantautori(1)
- Zhou Yunpeng, cantautore cinese (Shenyang, n. 1970)

## Cestisti(2)
- Zhou Peng, cestista cinese (Jinzhou, n. 1989)
- Zhou Qi, cestista cinese (Xinxiang, n. 1996)

## Diplomatici(1)
- Zhou Daguan, diplomatico cinese (n. 1266 - † 1346)

## Economisti(1)
- Zhou Xiaochuan, economista e banchiere cinese (Yixing, n. 1948)

## Filosofi(1)
- Zhou Dunyi, filosofo cinese (n. 1017 - Monte Lu, † 1073)

## Generali(1)
- Zhou Yu, generale cinese (n. 175 - † 210)

## Ginnaste(1)
- Zhou Yaqin, ginnasta cinese (Hengyang, n. 2005)

## Giocatori di snooker(1)
- Zhou Yuelong, giocatore di snooker cinese (Chengdu, n. 1998)

## Giocatrici di badminton(1)
- Zhou Mi, ex giocatrice di badminton cinese (Nanning, n. 1979)

## Giocatrici di curling(1)
- Zhou Yan, giocatrice di curling cinese (Harbin, n. 1982)

## Goisti(1)
- Zhou Junxun, goista taiwanese (Taipei, n. 1980)

## Linguisti(1)
- Zhou Youguang, linguista, economista e editore cinese (Changzhou, n. 1906 - Pechino, † 2017)

## Lottatrici(2)
- Zhou Feng, lottatrice cinese (Dandong, n. 1993)
- Zhou Qian, lottatrice cinese (Yueyang, n. 1989)

## Maratonete(1)
- Zhou Chunxiu, maratoneta cinese (Contea di Sheqi, n. 1978)

## Nuotatrici(2)
- Zhou Guanbin, ex nuotatrice cinese
- Zhou Yafei, nuotatrice cinese (Qingdao, n. 1984)

## Pallavoliste(1)
- Zhou Suhong, ex pallavolista cinese (Suzhou, n. 1979)

## Pattinatori artistici su ghiaccio(1)
- Vincent Zhou, pattinatore artistico su ghiaccio statunitense (San Jose, n. 2000)

## Pattinatrici di short track(1)
- Zhou Yang, pattinatrice di short track cinese (Changchun, n. 1991)

## Pesiste(1)
- Zhou Tianhua, ex pesista cinese (Jiangsu, n. 1966)

## Piloti automobilistici(1)
- Zhou Guanyu, pilota automobilistico cinese (Shanghai, n. 1999)

## Pittori(1)
- Zhou Fang, pittore cinese

## Politici(3)
- Zhou Enlai, politico, rivoluzionario e generale cinese (Huai'an, n. 1898 - Pechino, † 1976)
- Zhou Fohai, politico cinese (Hunan, n. 1897 - Nanchino, † 1948)
- Zhou Ziqi, politico e educatore cinese (Guangdong, n. 1869 - Shanghai, † 1923)

## Saltatrici con gli sci(1)
- Zhou Shiyu, saltatrice con gli sci cinese (n. 2002)

## Scacchisti(2)
- Zhou Jianchao, scacchista cinese (Shanghai, n. 1988)
- Zhou Liran, scacchista statunitense (n. 2008)

## Schermidori(1)
- Zhou Rui, schermidore cinese (n. 1978)

## Sciatori freestyle(1)
- Zhou Hang, sciatore freestyle cinese (n. 1993)

## Scrittori(2)
- Zhou Yang, scrittore cinese (Yijang, n. 1908 - Pechino, † 1989)
- Zhou Zuoren, scrittore cinese (Shaoxing, n. 1885 - Pechino, † 1967)

## Scrittrici(1)
- Zhou Weihui, scrittrice cinese (Ningbo, n. 1973)

## Sollevatori(1)
- Zhou Peishun, ex sollevatore cinese (Taizhou, n. 1962)

## Sollevatrici(1)
- Zhou Lulu, sollevatrice cinese (Yantai, n. 1988)

## Sovrani(6)
- Zhou Cheng, sovrano cinese
- Zhou Gong, sovrano cinese († 900 a.C.)
- Zhou Kang, sovrano cinese († 996 a.C.)
- Wen Wang, sovrano cinese († 1050 a.C.)
- Zhou Yi, sovrano cinese († 892 a.C.)
- Zhou Zhao, sovrano cinese (n. 1027 a.C. - † 957 a.C.)

## Tuffatori(1)
- Zhou Lüxin, tuffatore cinese (Wuhu, n. 1988)

## Tuffatrici(1)
- Zhou Jihong, ex tuffatrice cinese (n. 1965)